# Лубук-Рая
Лубук-Рая (индон. Lubukraya, буквально — «Великая бездна») — хорошо заметный андезитовый стратовулкан, находящийся на острове Суматра в Индонезии. Абсолютная высота составляет 1862 м. Был образован в позднем плейстоцене или голоцене. Имеет пробитый к югу широкий кратер и лавовый купол у южного подножия на высоте 1170 м. Дата последнего извержения вулкана не определена.